# Stephan Mattar
Stephan Mattar (* 18. Mai 1875 in Köln; † 29. Juni 1943 ebenda; vollständiger Name: Franz Josef Hubert Stephan Mattar) war ein deutscher Architekt. Einige der von ihm entworfenen Gebäude, insbesondere in Köln, stehen unter Denkmalschutz.

## Leben
Mattar war ein Sohn des aus Eupen stammenden Tuchhändlers Eduard Mattar und dessen Ehefrau Maria geborene Foveaux aus Köln. Sein jüngerer Bruder Heinrich Mattar (1881–1951) war ebenfalls Architekt.
Stephan Mattar besuchte die Baugewerkschule Köln und später als Gasthörer die Technische Hochschule München. Danach war er zunächst Mitarbeiter beim Trierer Dombaumeister Wilhelm Schmitz und im Architekturbüro von  Max Meckel in Freiburg im Breisgau.
Während seiner Studienaufenthalte in Baden, Württemberg, im Elsass und in der Schweiz fertigte er zahlreiche Skizzen. Nach Deutschland zurückgekehrt, arbeitete er bei Christoph Hehl in Berlin und bis zu seiner Selbständigkeit beim Kölner Architekten Eduard Endler.
Nach dem Gewinn des Architekturwettbewerbs für den Neubau der Kirche St. Paul in Köln 1903 wurden Mattars Pläne am 8. Juni 1905 genehmigt und der Kirchenbau 1908 fertiggestellt.
Mattar starb 1943 im Alter von 68 Jahren bei einem Luftangriff. Er wurde in der Familiengrabstätte auf dem Kölner Melaten-Friedhof beigesetzt.

## Bauten und Entwürfe
- 1903–1908: katholische Kirche St. Paul in Köln, Lotharingerstraße 49 (nach dem Wettbewerbsentwurf von 1903 unter dem Motto „cruce sola salus“)[4][5]
- 1910–1911: katholische Kirche St. Martin in (Düren-)Derichsweiler
- 1913–1915: katholische Kirche St. Maternus in Köln, Neustadt-Süd (1944/1945 erhebliche Kriegsschäden, verändert wiederaufgebaut)[6]
- 1914:–9999 Dorfkirche für 40 Personen mit Friedhof im Niederrheinischen Dorf auf der Kölner Werkbundausstellung (Heimatschutzstil; mit Heinrich Renard)[7][8][9]
- 1919–1921: Kriegerdenkmal in (Nettersheim-)Frohngau[10]
- 1922–1930: katholische Pfarrkirche St. Joseph in Bergisch Gladbach, Wohnplatz Heidkamp[11]
- 1926–1927: katholische Kirche St. Maria Himmelfahrt in Köln-Holweide[12]
- 1926–1928: katholische Pfarrkirche St. Franziskus von Assisi in Scheuerfeld
- 1925: Wohnhaus (Doppelhaus) in Langerwehe[13]

bislang lediglich zugeschrieben:
- 1916: Wohnhaus in  Köln-Nippes, Mauenheimer Straße 59[14]

### Kunsthandwerkliche Arbeiten und Entwürfe
- 1910:–9999 Marienaltar in der Kirche St. Paul in Köln[15]
- um 1935:–9 zweiflügliges Schmiedeeisen-Gitter der Paulus-Melchers-Kapelle in der Kirche St. Paul in Köln[16]